# Orlando Trustfull
Orlando Trustfull (Ámsterdam, 4 de agosto de 1970) es un exfutbolista neerlandés que jugaba en la demarcación de centrocampista.

## Selección nacional
Jugó dos partidos con la selección de fútbol de los Países Bajos, haciendo su debut el 6 de septiembre de 1995 en un partido de clasificación para la Eurocopa 1996 contra Bielorrusia que finalizó con un resultado de 1-0 a favor del combinado neerlandés tras el gol de Youri Mulder. Su segundo y último partido con la selección lo jugó el 11 de octubre del mismo año contra Malta, ganando el combinado neerlandés por 0-4.

## Clubes
| Club                   | País         | Año       | Partidos | Goles |
| ---------------------- | ------------ | --------- | -------- | ----- |
| HFC Haarlem            | Países Bajos | 1989-1990 | 14       | 0     |
| SVV                    | Países Bajos | 1990-1991 | 28       | 0     |
| FC Dordrecht           | Países Bajos | 1991-1992 | 22       | 1     |
| FC Twente              | Países Bajos | 1992      | 9        | 1     |
| Feyenoord              | Países Bajos | 1992-1996 | 96       | 17    |
| Sheffield Wednesday FC | Inglaterra   | 1996-1997 | 22       | 3     |
| SBV Vitesse            | Países Bajos | 1997-2002 | 59       | 7     |